# Balettprimadonnan
Balettprimadonnan è un film muto del 1916 diretto da Mauritz Stiller. Esiste ancora in una versione ridotta e restaurata di circa venti minuti.
Fu l'esordio cinematografico di Jenny Hasselqvist, prima ballerina all'Opera.

## Produzione
Il film fu prodotto dalla Svenska Biografteatern AB.

## Distribuzione
Distribuito dalla Svenska Biografteaterns Filmbyrå, uscì nelle sale cinematografiche nel novembre 1916: in Danimarca, fu presentato il 14 novembre, in Svezia il 20 novembre. Nei Paesi Bassi, venne proiettato il 2 febbraio 1917.